# Шамарин, Анатолий Иванович
Анатолий Иванович Шамарин (25 августа 1941 — 2003) — советский хоккеист, вратарь.

## Биография
В сезоне-1958/59 играл за команду класса «Б» «Металлург» Электросталь. Затем в течение пяти сезонов выступал в классе «А» за «Электросталь» (1959/60) и СКА Калинин (1960/61 — 1963/64). По ходу сезона-1963/64 перешёл в «Спутник» Нижний Тагил, до этого в местах лишения свободы во время работы на лесопилке потеряв палец на руке. В сезонах 1970/71 — 1973/74 играл за нижнетагилький «Высокогорец», после чего завершил карьеру.
Работал тренером в «Спутнике».
Скончался в 2003 году в возрасте 62 лет. 22 января 2017 года игровой свитер Шамарина был поднят под сводами ледового дворца спорта имени В. К. Сотникова в Нижнем Тагиле.